# Klövsjö kyrka

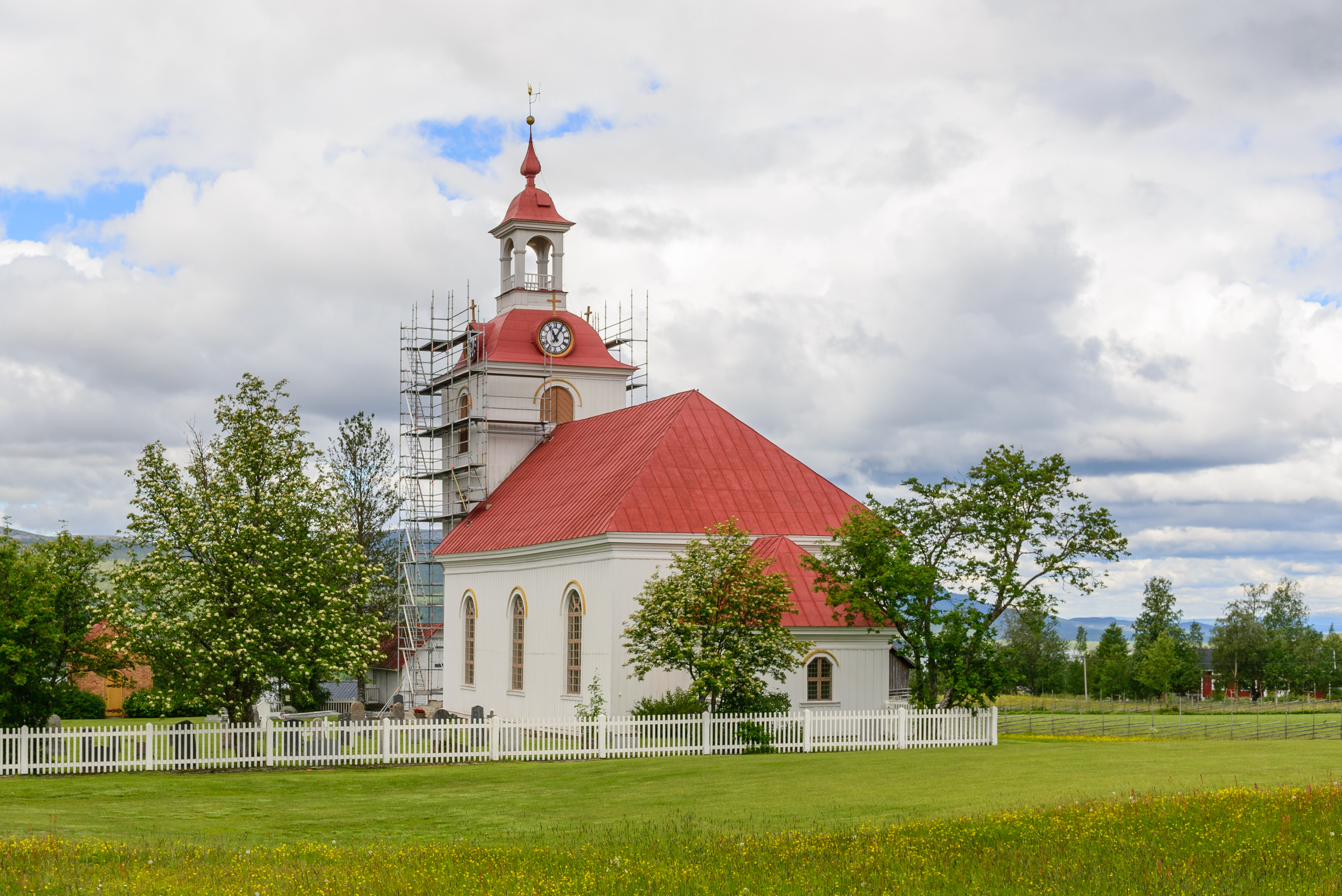
Kyrkan under renovering i juni 2014.

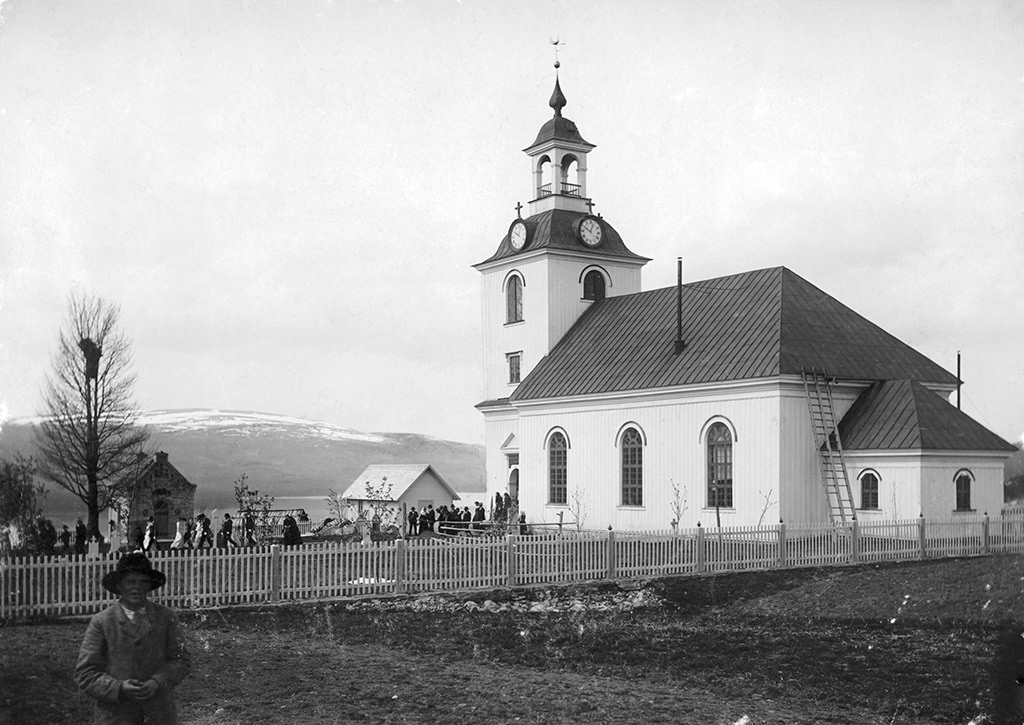
Klövsjö kyrka, runt 1900.

Klövsjö kyrka är en kyrkobyggnad i byn Klövsjö. Den är församlingskyrka i Klövsjö församling i Härnösands stift.

## Kyrkobyggnaden
Nuvarande träkyrka uppfördes 1795–1797 av bonden Pål Persson och ersatte en äldre kyrkobyggnad från 1500-talet. Inredningsdetaljer finns bevarade från den tidigare kyrkan.
Från början var kyrkan rödmålad och hade spåntak, men numera har kyrkan vitmålade väggar och sedan 1886 ett rödmålat plåttak. Kyrktornet har urtavlor på alla fyra sidor. Tornuret tillverkades av Westerstrands i Töreboda och köptes in 1959. 1971–1972 restaurerades kyrkan och hela interiören tvättades och målades.

## Inventarier
- Nuvarande orgel byggdes 1900 av Åkerman & Lund i Stockholm. Från början hade orgeln sex stämmor och en manual. 1918 utökades orgeln till tio stämmor. 1958 avlägsnades Trumpet 8' av Andreas Thulesius som senare återställts. Orgeln står på en läktare som rymmer 50 personer.[1]

| Huvudverk I (C-f3) | Svällverk II (C-f3) | Pedal (C-d1)  | Koppel    |
| ------------------ | ------------------- | ------------- | --------- |
| Borduna 16'        | Rörflöjt 8'         | Subbas 16'    | I/P       |
| Principal 8'       | Violin 8'           | Violoncell 8' | II/P      |
| Fl. Harmoniq. 8'   | Voix Celeste 8'     |               | II/I      |
| Gamba 8'           | Salicional 8'       |               | I 4'/I    |
| Borduna 8'         | Salicet 4'          |               | II 16'/II |
| Oktava 4'          | Flöjt 4'            |               |           |
| Oktava 2'          |                     |               |           |
| Trumpet 8'         |                     | Calcant       |           |

Piano, mezzoforte, tutti. Tre fria kombinationer. Registersvällare och crescendosvällare för hela verket.
- Altaruppsatsen tillverkades 1742 av Jonas Granberg och fanns i föregående kyrkobyggnad.
- Predikstolen tillverkades 1858 av Jöns Berglund.
- I tornet hänger två klockor som rings manuellt genom trampning, en sed som varit i stort sett oförändrad i 200 år. Klockorna är gjutna i Sundsvall; storklockan göts 1796 av C.J. Linderberg och lillklockan göts 1883 av N.P. Linderberg. Klockorna rings lite olika beroende tillfälle; bland annat själaringning och Helgmålsringning.